# Resolució 411 del Consell de Seguretat de les Nacions Unides
La Resolució 411 del Consell de Seguretat de les Nacions Unides, aprovada el 30 de juny de 1977 assenyala les declaracions de funcionaris de la República Popular de Moçambic i també expressa la seva preocupació per la situació creada pels actes de provocació agressius comesos pel règim minoritari il·legal a Rhodèsia. El Consell va reafirmar el seu treball anterior en relació amb Rhodèsia, incloent les seves resolucions que imposen sancions a aquest país i va prendre nota del seu reconeixement de la cooperació de Moçambic en aquest pla. La Resolució condemna els actes agressius de Rhodèsia, incloent les incursions militars, contra Moçambic i pren nota de la necessitat econòmica urgent i especial de Moçambic, que va sorgir de l'aplicació de la resolució 253.
El Consell va fer una crida als Estats a proporcionar assistència immediata a Moçambic, va sol·licitar que diverses agències de l'ONU, incloent el PNUD, el Programa d'Aliments, el Banc Mundial i el FMI, ajudessin Moçambic. Finalment, la resolució demana al Secretari General que organitzi esforços per superar les dificultats econòmiques de Moçambic a causa de les seves aplicacions de sancions econòmiques contra Rhodèsia.